# Cressensac-Sarrazac
Cressensac-Sarrazac – gmina we Francji, w regionie Oksytania, w departamencie Lot. W 2013 roku liczba ludności wynosiła 1212 mieszkańców. 
Gmina została utworzona 1 stycznia 2019 roku z połączenia dwóch ówczesnych gmin: Cressensac oraz Sarrazac. Siedzibą gminy została miejscowość Cressensac. 